# Веслеянська теологія
Весліанство або веслеянська теологія — християнське богослов'я, засноване на вченні Джона Веслея. Центральним поняттям цього богослов'я є святе життя християнина: любити Бога всім серцем, розумом і душею та любити ближнього, як самого себе. Вчення Веслі наголошує на релігійному досвіді та моральній відповідальності. Зосереджене на освяченні, веслеянство пов'язане з християнською досконалістю.
Весліанський — прикметникова форма від власного імені Веслі, що відноситься або до Джона Веслі, засновника методизму, або до тієї чи іншої методистської церкви, що виросла з нього. Наприклад, «Веслеянська церква» відокремилася від Методистської єпископальної церкви в 1843 році.